# Wallerstein
Wallerstein település Németországban, azon belül Bajorországban. Lakosainak száma 3487 fő (2023. december 31.).

## Népesség
A település népessége az elmúlt években az alábbi módon változott:
| Lakosok száma | 1402 | 1972 | 2999 | 2943 | 3282 | 3387 | 3379 | 3322 | 3432 | 3487 |
|               | 1875 | 1950 | 1975 | 1987 | 2012 | 2014 | 2016 | 2017 | 2021 | 2023 |